# Абу Муслім
Абу Муслім (Абдаррахман ібн Муслім) (727—755) — вождь повстання, яке завалило халіфат Омеядів. Ще юнаком приєднався до прихильників Аббасидів, на той час претендентів на халіфський престол. Підняв у Мервській оазі повстання проти Омеядів (747), до участі в якому залучив незадоволених Омеядами іранських селян, деякі арабські племена, рабів-втікачів, а також іранських землевласників декханів. Поряд з шиїтами та хариджитами в повстанні брали участь хураміти — прихильники соціальної рівності та громадської власності на землю. Абу Муслім обіцяв селянам зниження податків та скасування примусових робіт. У 747 році до нього приєднався представник впливового північноіранського жрецького роду Халід ібн Бармак. В цьому ж році повстанці захопили Мерв, в 748 Нішапур і Тус, в 749 році розбили омеядські війська біля Нехавенда, на початку 750 отримали вирішальну перемогу на річці Великий Заб.
Після утвердження халіфату Аббасидів (749—750) Абу Муслім залишився намісником Хорасану. Вбитий за наказом халіфа Мансура, який боявся великого впливу Абу Мусліма.